# داور (بسکتبال)

داور بسکتبال در طول فینال یکی از فصل‌های ان‌بی‌ای درحال تماشای بازیکنان از نزدیک.

داور بسکتبال فردی است که بر روند اجرای قوانین بسکتبال نظارت می‌کند و نظم و عدالت را در بازی حفظ می‌کند. این عنوان برای منشی بازی (ثبت کنندهٔ امتیازها و خطاها)، وقت‌نگه‌دار و سایر افرادی که در حفظ جریان بازی نقش دارند نیز صدق می‌کند. بسکتبال به‌دلیل سرعت بالای بازی، پیچیدگی قوانین، تفسیرهای خاص از قوانین و تصمیم‌گیری‌های آنی، یکی از سخت‌ترین ورزش‌ها برای داوری محسوب می‌شود.
بسته به این‌که داورها دو یا سه نفره باشند، یک سرداور و یک یا دو داور وجود دارد. در اتحادیه ملی بسکتبال (NBA) قضاوت به‌عهده سرداور و یک داور یا دو داور است. در بازی‌های فیبا، تیم داوری دو نفره شامل یک سرداور و یک داور و تیم داوری سه نفره شامل یک سرداور و دو داور هستند.
در توضیح قوانین و یا در توضیحات مربوط به مکانیک داوری سرداور به عنوان Crew Chief (به اختصار CW) و به دو داور دیگر Umpier 1 و Umpier 2 (به اختصار U1 و U2) می گویند.
سرداور و داور هر دو از اختیارات مساوی برای کنترل بازی برخوردارند. در بیشتر موارد، سرداور برای شروع مسابقه جامپ‌بال را انجام می‌دهد، اگرچه در ان‌بی‌ای داوران می‌توانند تصمیم بگیرند که چه کسی جامپ‌بال را انجام دهد.

## لباس فرم

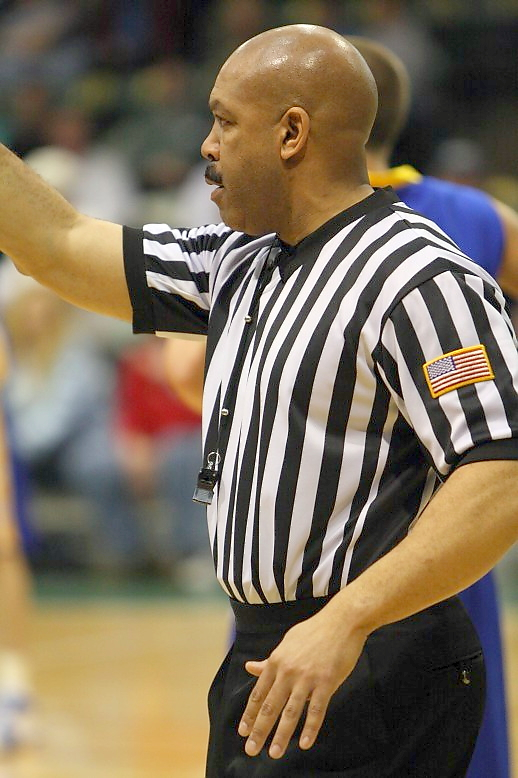
مو کینکید دارو NCAA در یک بازی بسکتبال دانشگاهی در سال ۲۰۰۸، در حال اعلام خطا.

### ان‌بی‌ای
در سطح بسکتبال دبیرستان و کالج آمریکا، داوران پیراهن‌های راه‌راه سیاه و سفید با تکه‌های کناری مشکی، شلوار مشکی و کفش‌های مشکی می‌پوشند. برخی از اتحادیه‌های ایالتی به داوران اجازه می‌دهند در سطح دبیرستان به جای پیراهن‌های راه‌راه سیاه و سفید، پیراهن‌های خاکستری با نوارهای مشکی بپوشند.
داوران ان‌بی‌ای پیراهن‌های خاکستری روشن با شلوارهای مشکی و کفش‌های مشکی می‌پوشند. مشخصات پیراهن داوران ان‌بی‌ای چنین است: خاکستری روشن با راه‌راه‌های سفید نازک، آستین‌های مشکی، نوار مشکی در دو طرف، یقه قرمز و آبی، شماره رسمی در مرکز و در بالا (پشت)، آرم ان‌بی‌ای بالای سینه در سمت چپ و لوگوی نایکی در سمت راست. داوران لیگ تابستانی ان‌بی‌ای همان پیراهن خاکستری روشن را می‌پوشند اما با یقه مشکی. پیراهن داوران دبلیو ان‌بی‌ای تقریباً مشابه پیراهن داوران ان‌بی‌ای است با این تفاوت که یقه آن نارنجی است و لوگوی WNBA جای آرم NBA را گرفته است.
در سطوح بالاتر از کالج و بسکتبال حرفه‌ای در آمریکا، داوران از یک دستگاه زمان‌نگه‌دار به نام PTS که یک سیستم دقیق محاسبه زمان است، بر روی کمربند استفاده می‌کنند. این دستگاه توسط داوران داخل زمین برای شروع و توقف به موقع بازی استفاده می‌شود، آن‌ها به زمان اعلامی از سوی وقت‌نگه‌دار) اکتفا نمی‌کنند.

### فیبا
داوران فیبا پیراهن خاکستری (تنه) و مشکی (آستین)، شلوار مشکی، جوراب مشکی و کفش مشکی می‌پوشند. داوران مسابقات بسکتبال یورولیگ و یوروکاپ پیراهن نارنجی می‌پوشند. مقامات ان‌بی‌ال پیراهن‌های سبز با شانه‌های مشکی و راه‌راه در کناره‌ها با شلوار مشکی می‌پوشند. آرم ان‌بی‌ال در بالای سینه و نام اسپانسر در پشت است. پیراهن‌ها یقه V (یقه هفت) و بدون یقه هستند و شلوارها کمربند ندارند.
همه داوران سوتی به گردن خود آویزان می‌کنند که برای توقف بازی در نتیجه خطا یا تخلف در زمین استفاده می‌شود. اشاره‌های دست برای نشان دادن ماهیت تخلف یا اجرای بازی استفاده می‌شود.

## موقعیت‌ها و مسئولیت‌ها

نموداری از موقعیت‌های نسبی داوران بسکتبال در داوری «سه نفره». داور لید (L) معمولاً در امتداد خط منحنی قرار دارد. داور تریل (T) تقریباً در کناری قرار می‌گیرد. داور سنتر (C) در سراسر زمین نزدیک خط پرتاب آزاد می‌ایستد.

داوران باید مطمئن باشند که بازی به خوبی انجام می‌شود، که شامل مدیریت بازی، مدیریت بازیکن و تماشاگر نیز می‌شود. آنها همچنین وظیفه دارند از بازیکنان مراقبت کنند و اطمینان حاصل کنند که زمین و تمام تجهیزات مورد استفاده در شرایط ایمن و قابل استفاده است. اگر مشکلی وجود داشته باشد که مانع از اجرای ایمن بازی شود، این وظیفه مسئولان و داوران است که مشکل را برطرف کنند.
دو روش استاندارد برای داوری یک بازی بسکتبال وجود دارد، داوری «دو نفره» یا «سه نفره» بسته به تعداد داورانی که برای انجام بازی در دسترس هستند.
در داوری «دو نفره»، هر یک از داوران یا در موقعیت لید سوت می‌زنند یا در موقعیت تریل. موقعیت لید معمولاً در امتداد خط منحنی زمین است که نقطه شروع آن در خط پرتاب آزاد در سمت چپ زمین رو به سبد است. این داوران اغلب در طول بازی موقعیت خود را تغییر می‌دهند تا منطقه را به بهترین شکل ممکن پوشش دهند. با انتقال بازی از یک انتهای زمین به انتهای دیگر، لید به تریل تبدیل می‌شود و بالعکس. بین دو موقعیت، هر یک قسمت خاصی از زمین که شامل دو طرف کناری یا پشت زمین است را بر عهده دارند. داوران بعد از زمان‌های خاص (بیشتر زمانی که داور اصلی خطای دفاعی را اعلام می‌کند) موقعیت خود را تغییر می‌دهند. این به آن‌ها اجازه می‌دهد تا به‌طور متناوب بین موقعیت‌ها جابه‌جا شوند تا سرعت بازی افزایش یابد. یک داور به نیمکت نزدیک می‌شود درحالی‌که دیگری، جای او را پر می‌کند. این کار مانع از آن می‌شود که یک داور در طول بازی روی سبد یک تیم خاص کار کند.
در داوری «سه نفره» زمین بین سه داور تقسیم می‌شود و داور لید موقعیت دو داور دیگر را تعیین می‌کند. به‌طور معمول، داور لید به سمت زمینی که توپ در آن قرار دارد حرکت می‌کند، به خصوص اگر یک بازیکن «پست‌آپ» در آن موقعیت وجود داشته باشد. داوری که در کنار داور لید قرار دارد، موقعیتی نزدیک بخ بالای خط سه امتیازی می‌گیرد و به داور «تریل» تبدیل می‌شود، درحالی‌که داور سوم روبه‌روی خط پرتاب آزاد می‌ایستد که به او داور سنتر می‌گویند. این یک پوشش مثلثی را در زمین ایجاد می‌کند.

## دشواری‌های داوری بسکتبال

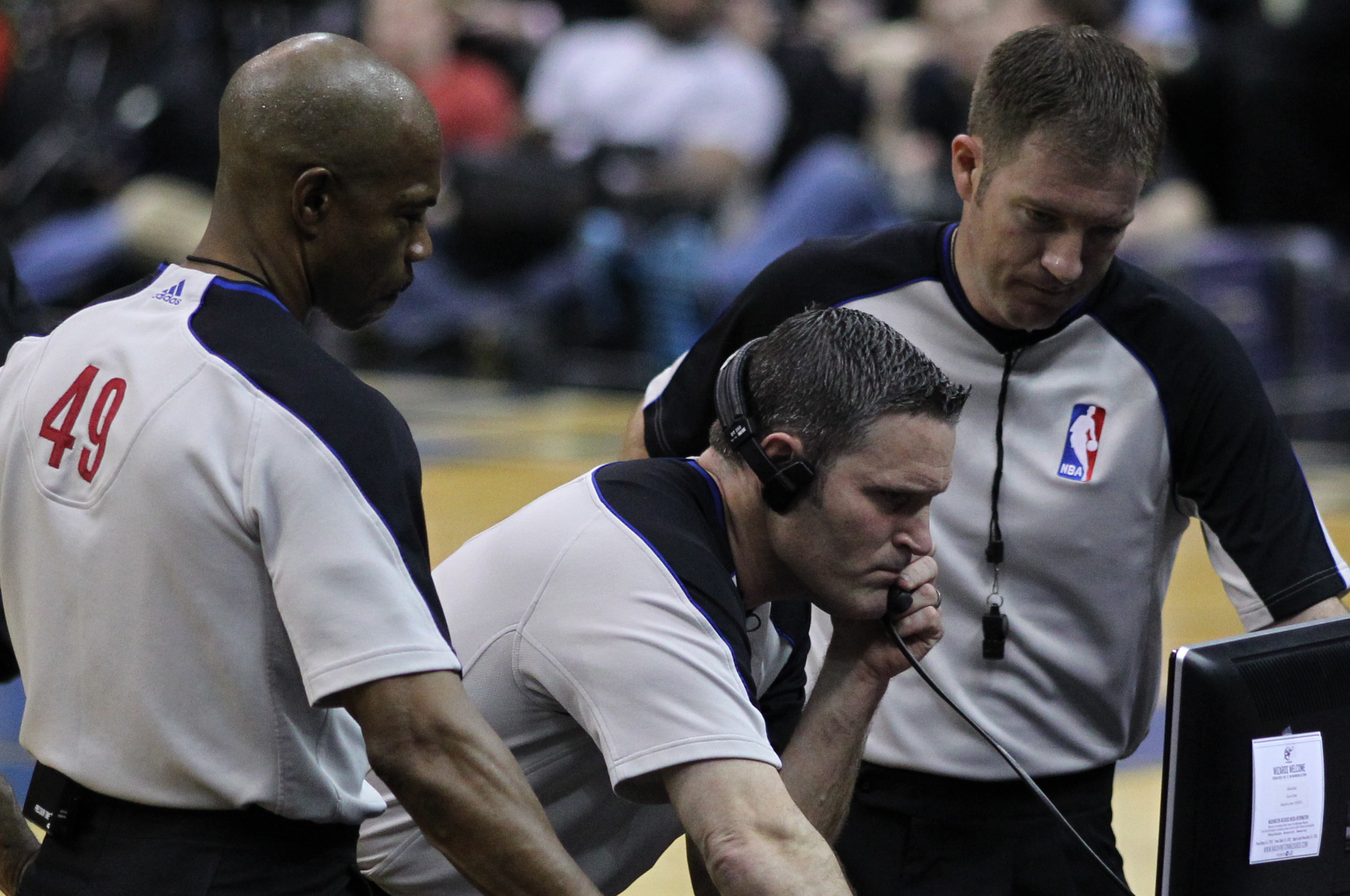
داوران ان‌بی‌ای مونتی مک‌کاچن (مرکز)، تام واشینگتن (شماره ۴۹) و برنت بارناکی در حال بررسی یک صحنه هستند.

بسکتبال از نظر داوری، توسط بسیاری از طرفداران به‌عنوان یکی از سخت‌ترین ورزش‌ها در نظر گرفته می‌شود. معمولاً داوران بسکتبال به‌دلیل سرعت بازی و نزدیکی داوران به جریان بازی، تنها چند ثانیه فرصت دارند تا تشخیص دهند که تخلفی رخ داده است یا خیر. داوران اغلب برای بازبینی صحنه‌ها به پخش تلویزیونی تکیه می‌کنند.
علیرغم این تصور غلط که بسکتبال یک ورزش غیر تماسی است، داوران اغلب از تعداد زیادی از برخوردهای حاشیه‌ای یا اتفاقی بدون تماس چشم‌پوشی می‌کنند. یک داور باید نه تنها از اتفاقاتی که در اطراف توپ می‌گذرد، بلکه از اتفاقات‌هایی در کل زمین می‌گذرد آگاه باشد.
پیچیدگی بیشتر کار یک داور، نزدیکی به تماشاچیان است. بر خلاف فوتبال یا بیسبال، جمعیت همانند مربیان و سایر بازیکنان روی نیمکت، تقریباً همیشه در چند قدمی داوران قرار دارند. برای مبارزه جلوگیری از اختلال در امر داوری، داوران می‌توانند یک هوادار را اخراج کنند.

## وظایف
وظایف داور بسکتبال دقیقاً این است: اطمینان از امنیت و عدالت در بازی. داور قواعد بازی را کنترل می‌کند و در یک بازی صدها تصمیم می‌گیرد؛ تعیین زمان وقوع تخلف یا خطا و توقف بازی برای صدور رأی صحیح برای تخلف یا خطا.

### تخلفات
هنگامی که تخلف رخ می‌دهد، بازی بلافاصله متوقف می‌شود. تخلف‌ها شامل تراولینگ، دریبل‌های غیرقانونی، خارج از محدوده و سایر تخلفات است. داور موظف است سوت را بزند و فوراً بازی را متوقف کند و توپ را به تیم حریف بدهد و بدین ترتیب اجازه جاری شدن بازی جوانمردانه را در بازی بدهد. همچنین در طول بازی، خطاهای تماسی نیز ممکن است رخ دهد که منجر به دو شوت توسط حریف از خط پرتاب آزاد می‌شود. 

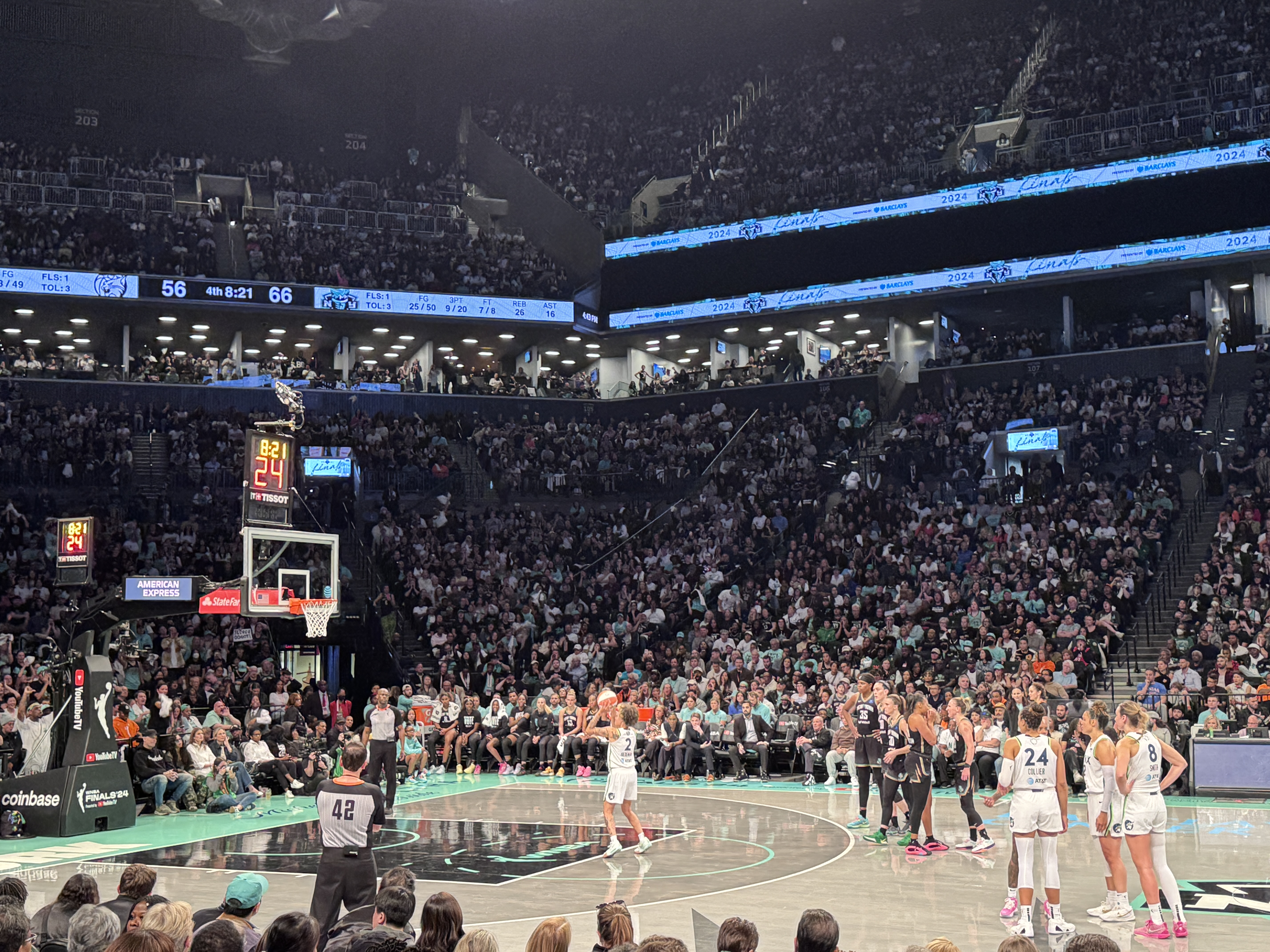
داوران و بازیکنان هر دو تیم به پرتاب آزاد بازیکن پرتاب‌کننده نگاه می‌کنند.